# Theotima pura
Espèce
Theotima pura est une espèce d'araignées aranéomorphes de la famille des Ochyroceratidae.

## Distribution
Cette espèce est endémique du Tamaulipas au Mexique,. Elle se rencontre dans la grotte Cueva de los Vampiros.

## Description
La femelle holotype mesure 1,0 mm.

## Publication originale
- Gertsch, 1973 : A report on cave spiders from Mexico and Central America. Association for Mexican Cave Studies Bulletin, vol. 5, p. 141-163 (texte intégral).